# قاعدة شيفرليه العسكرية
شيفرليه هي قاعدة عسكرية تقع على الجانب السوداني من الحدود الليبية السودانية.

## التاريخ
استولت القوات المسلحة السودانية على القاعدة العسكرية من قوات الدعم السريع في 19 أبريل 2023. كان هذا بعد أربعة أيام من قيام الحرب في السودان . وبحسب ما ورد، فعلت القوات المسلحة السودانية ذلك لمنع تدفق الأسلحة إلى قوات الدعم السريع من ذلك البلد.